# エリアス・リョンロート
エリアス・リョンロート（Elias Lönnrot [ˈɛlias ˈlœnruːt]、1802年4月9日 - 1884年3月19日）は、フィンランド大公国において活動した著作家、医師、植物学者、文学者、言語学者、フィンランド語学者であり、フィンランドの民間説話の収集家である。ロンルートとも。

## 人物
トゥルク・アカデミー（Akademie zu Turku、ヘルシンキ大学の前身）で学び、1872年、『古代フィンランドの神について』と題された論文で哲学の博士号を取得。
リョンロートは1831年に設立されたフィンランド文学協会の援助を受け、フィンランド東部での口承民話の収集を行い、これを1835年に『カレワラ』（古カレワラ）として出版した。その後さらに調査範囲を広げて新たな資料を加え、1849年2月28日に『カレワラ』を発刊した。このカレワラの出版は、ロシアに支配されていたフィンランド人のナショナリズムを刺激し、1917年に独立を達成する原動力の一つとなった。
また、フィンランド語・スウェーデン語辞典の編纂でも知られ、その後のフィンランド語の発展に大きな影響を与えた。ユーロ導入まで用いられていた500フィンランド・マルッカ紙幣に肖像が描かれている。
1853年から1862年にかけて、ヘルシンキ大学教授としてフィンランド語を研究し、教育者としてもフィンランド語の普及に貢献した。
1863年、賛美歌委員会に加わり、フィンランドの賛美歌の詩の改革にも携わった。自ら多くの作詞を行い、さらに作曲も手がけた。

## 日本語訳文献
- リョンロット（エリアス・リョンロート）編纂、『カレワラ上―フィンランド叙事詩』、小泉保訳、1976年、岩波文庫
- リョンロット（エリアス・リョンロート）編纂、『カレワラ下―フィンランド叙事詩』、小泉保訳、1976年、岩波文庫